# Galileo Global Education
Galileo Global Education est une multinationale française spécialisée dans l'enseignement supérieur privé, possédant plus de 200 pôles d'éducation et de campus dans le monde et dont le siège est basé à Paris. Elle détient la Regent's University London, le Cours Florent, les écoles ESG ou encore la Paris School of Business, ainsi que près de 40 % des parts de l'EM Lyon Business School.
Galileo Global Education revendique sa première place européenne, mais, au niveau mondial, se situe derrière des groupes chinois tels que TAL Education Group (en) et New Oriental (en).

## Historique

### 2011: création du groupe
Galileo Global Education voit le jour avec le rachat de l'Istituto Marangoni (Italie) par le fonds d'investissement américain Providence Equity en 2011 et commence à se développer en rachetant des écoles privées d'univers variés en France, en Allemagne, au Mexique, etc.. En parallèle, une plateforme d'éducation supérieure, Studialis, se développe et rachète des écoles dans différents secteurs : gestion, informatique, métiers de l'art, etc..

### 2016: rachat de Studialis
En 2016, Galileo Global Education rachète Studialis, anciennement Eductis, pour 250 millions d'euros. Studialis sera renommée « Galileo Global Education France » en juillet 2023.
En avril 2018, Téthys Invest, filiale de la société holding de la famille Bettencourt Meyers, devient actionnaire de référence du groupe Galileo Global Education et siège au conseil d'administration aux côtés du fonds d'investissement américain Providence Equity, l'actionnaire majoritaire.

### 2020: cession
Le 13 février 2020, le fonds d'investissement américain Providence Equity, annonce la mise en vente de sa participation majoritaire dans le groupe Galileo Global Education pour un montant estimé à 2,3 milliards d'euros,. Le groupe est vendu en mars 2020 à un actionnariat composé de Téthys Invest, le holding de la famille Bettencourt-Meyers, Bpifrance, l'Office d'investissement du régime de pensions du Canada et Montagu Private Equity. Le groupe est ainsi piloté par des fonds d'investissement internationaux.
En 2020, Galileo Global Education rachète Regent's University London.
En 2021, le groupe rachète l'IPETH, une école de kinésithérapie située au Mexique, ainsi que LMA et Health Events, et crée Eva santé, l'Institut de formation d'aides-soignants.
En 2022, Galileo Global Education crée ELIJE, école de droit, et achète AKAD et TAI. La même année, le groupe entre au capital d'EM Lyon Business School à hauteur de plus de 40 % du capital,.

## Organisation

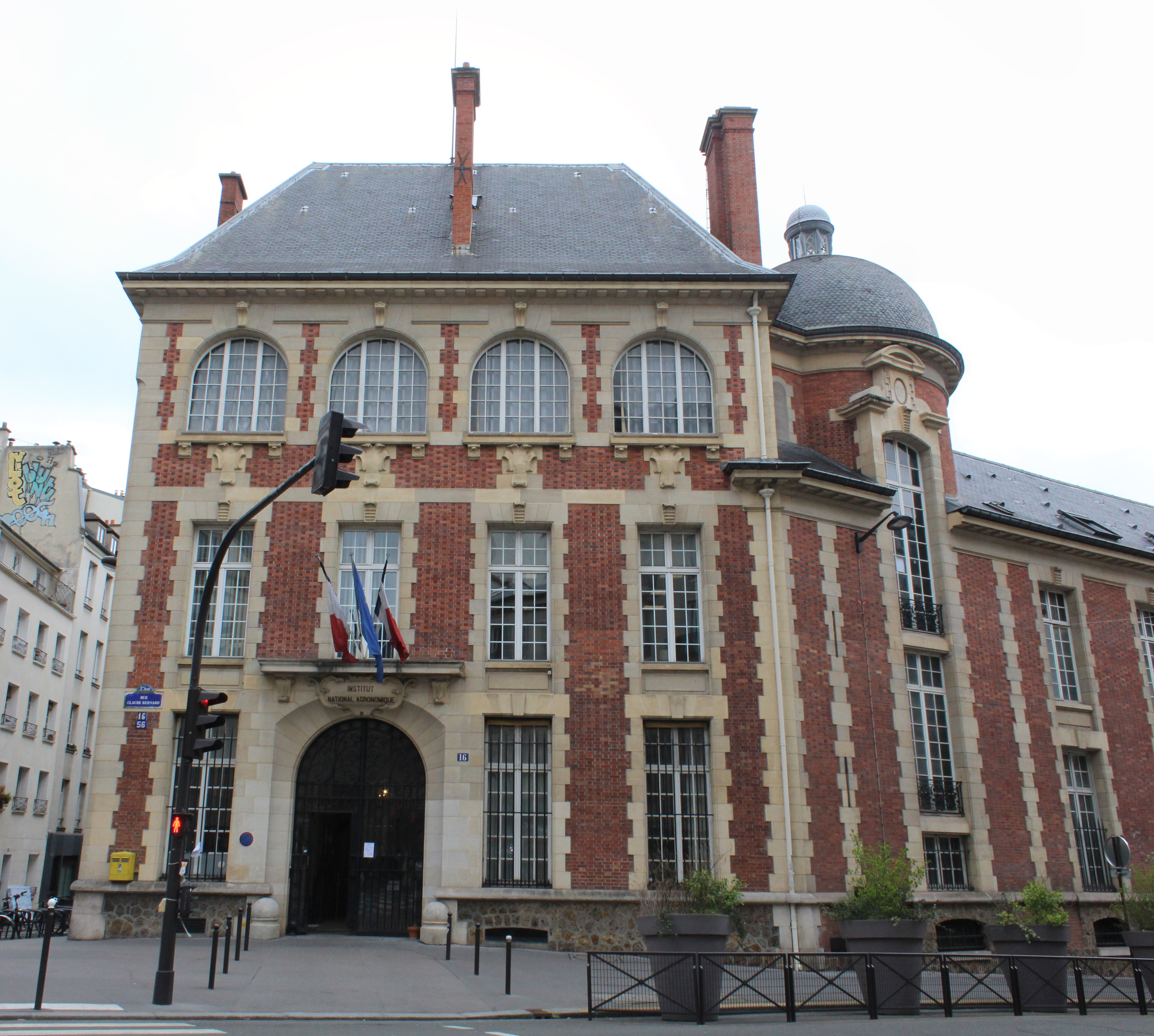
Le site parisien où doivent s'installer plusieurs écoles du groupe en 2025.

### Implantations
Le groupe Galileo Global Education regroupe plus de 50 marques et 106 campus dans quinze pays. Il vend des formations à 200 000 étudiants, dont plus de 50 % en France, et plus de 50 % en ligne,,. 
En 2025, Galileo Global Education doit regrouper ses écoles parisiennes, dont Paris School of Business, le Cours Florent ou Penninghen, sur le campus Claude-Bernard, l'ancien site de l'Institut national agronomique, devenu AgroParisTech, au 16, rue Claude-Bernard dans le 5e arrondissement de Paris,.

### Modèle économique
Les fonds d'investissement internationaux, actionnaires de Galileo Global Education, ont pour objectif une rentabilité financière, sur un marché qui s'est structuré dans les années 2000 et reste perçu comme rentable, voire porteur de perspectives florissantes. Le soutien de la Banque publique d'investissement au groupe, s'il ne permet pas de peser sur sa stratégie, constitue un encouragement pour les actionnaires.
Le recours du groupe aux formations en ligne, comme pour sa filiale Studi, garantit une forte rentabilité puisque la formule permet d'économiser sur les locaux et de réduire le nombre d'enseignants.
Le sociologue et économiste Aurélien Casta estime en 2022 que les familles connaissent peu ou mal le rôle des fonds d'investissement dans les formations supérieures privées en France, alors que le pays compte parmi ceux où le privé lucratif dans l'enseignement supérieur est le plus développé.

### Actionnariat
| Nom                                                             | Part |
| --------------------------------------------------------------- | ---- |
| Famille Bettencourt-Meyers (Téthys Invest)                      | 37 % |
| Office d'investissement du régime de pensions du Canada (CPPIB) | 37 % |
| Montagu Private Equity                                          | 17 % |
| Bpifrance                                                       | 9 %  |

## Lobbying
Galileo Global Education est inscrit comme représentant d'intérêt auprès de la Haute Autorité pour la transparence de la vie publique depuis février 2021. La société déclare en 2022 pour cette activité des dépenses d'un montant inférieur à 50 000 euros.

## Controverses
Le groupe est ciblé en février 2023 par une enquête du journal Libération traitant « les dessous d'un business éducatif qui prospère grâce au laisser-faire de l'État ». L'émission de télévision complément d'enquête donne en 2024 la parole à un cadre dirigeant de Galileo qui déclare que l'intérêt financier passe avant l'intérêt pédagogique. Le reportage questionne également les liens entre Muriel Pénicaud et le groupe, l'ancienne ministre du Travail en étant désormais administratrice.
En 2025, une enquête de la journaliste Claire Marchal dénonce une course au profit et à l'optimisation des coûts qui se ferait au détriment des étudiants.
Galileo a reçu 130 millions d’euros de financement par l’État en 2022, selon l’avis sur le projet de la loi de finances pour 2024. 
.